# Dolnji Slaveči
Dolnji Slaveči (Hongaars: Alsócsalogány, Prekmurees: Dolenji Slaveči, of Spoudnji Slaveči, Duits: Unter Slabitsch) is een plaats in Slovenië en maakt deel uit van de gemeente Grad in de NUTS-3-regio Pomurska. De plaats telde 397 inwoners op 1 januari 2020.

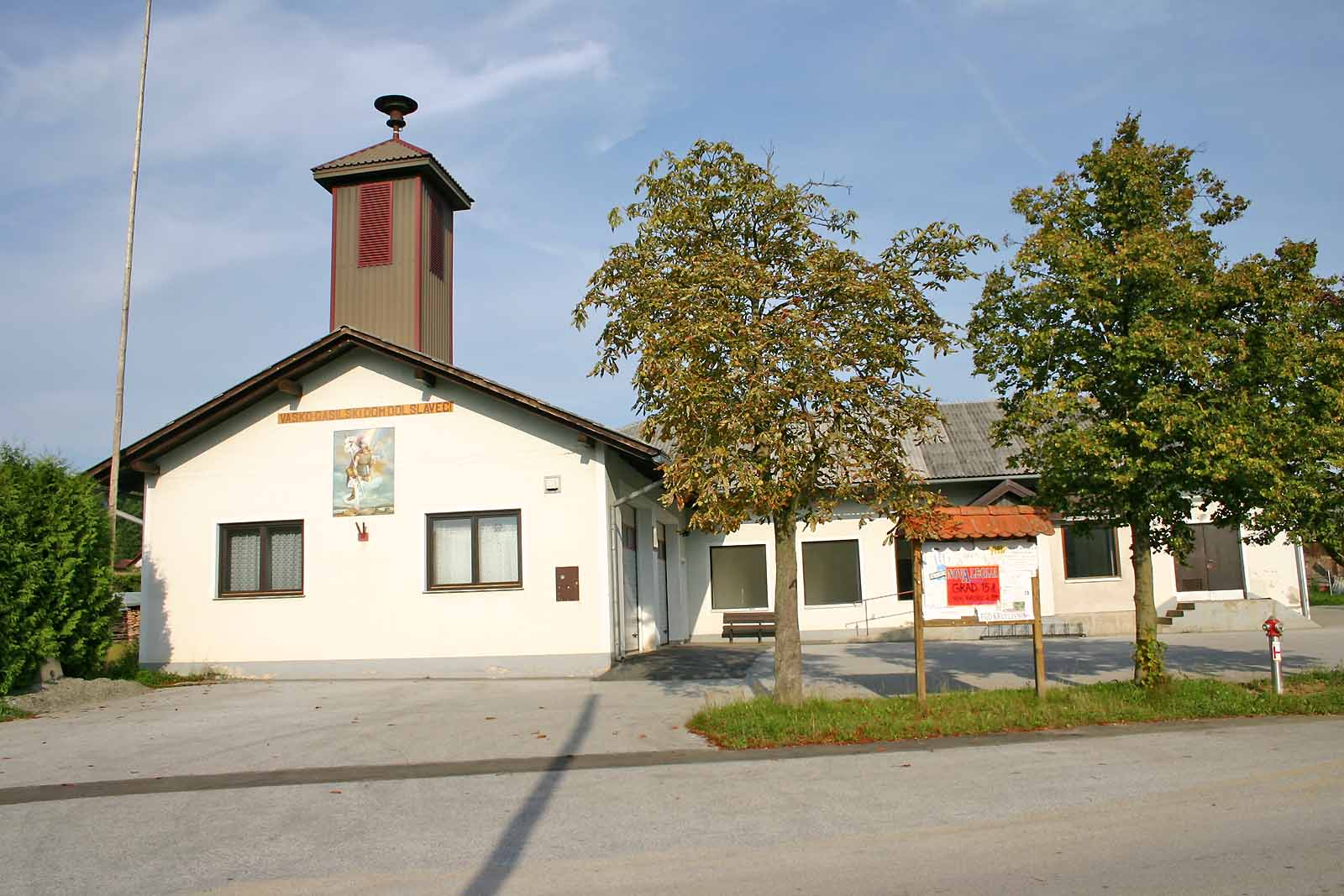